# Cell (band)
Cell was een Amerikaanse alternatieve rock/grunge-band, die begin jaren 1990 werd geformeerd in New York.

## Bezetting
- Ian James[2] (zang, gitaar)
- Jerry DiRienzo[3] (zang, gitaar)
- David Motamed[4] (basgitaar)
- Keith Nealy[5] (drums)

## Geschiedenis
Cell werd in 1990 opgericht door de twee zangers en gitaristen Ian James (ex-Flower) en Jerry DiRienzo, drummer Keith Nealy (voormalig gitaartechnicus voor Sonic Youth) en bassist David Motamed (ex-Das Damen) in New York. Thurston Moore van Sonic Youth ontfermde zich over de band en bracht hun eerste single Never Too High uit bij Ecstatic Peace. De band kon bij Geffen Records een platencontract voor zeven albums tekenen. Ze ontvingen een voorschot van $1,5 miljoen. Het debuutalbum Slo*Bo verscheen in 1992 bij Geffen. In 1994 verscheen de opvolger The Inner Room, geproduceerd door John Agnello. Het tweede album flopte echter. In 1995 viel de band weer uit elkaar. DiRienzo ging daarna verder met Ugly Beauty.

## Stijl
De geschiedenis van de band begon tijdens de jaren 1990, de twee albums werden uitgebracht ten tijde van de grunge-boom en werden daarom vaak aan dit genre toegewezen. Muzikaal is het ook postpunk en alternatieve rock in de stijl van Sonic Youth.

## Discografie

### Alben
- 1992: Slo*Blo (Geffen Records/City Slang)
- 1994: Living Room (Geffen Records)

### Singles
- 1991: Never Too High (7", Ecstatic peace)
- 1992: Wild (7", Geffen)
- 1992: Fall (7", City Slang)
- 1992: Split-ep met Sonic Youth feat. Yamatsuka Eye (7", What's That Noise)
- 1993: Milky (7", City Slang)
- 1993: Cross the River (7", City Slang)
- 1993: Stratosphere (7", Radiation Records)
- 1993: Everything Turns (maxi-cd, Geffen)
- 1993: China Latina (flexi-7", Geffen)